# Otakar Nožíř
Otakar Nožíř (Ledeč nad Sázavou, 12 de març de 1917 - Olomouc, 2 de setembre de 2006) fou un futbolista txec de les dècades de 1930 i 1940.
Fou 2 cops internacional amb la selecció de Txecoslovàquia, amb la qual participà en el Mundial de 1938. Pel que fa a clubs, defensà els colors de l'Slavia Praha.